# ماري مايلز مينتر
ماري مايلز مينتر (بالإنجليزية: Mary Miles Minter)‏ هي ممثلة أمريكية، ولدت في 25 أبريل 1902 بشريفبورت في الولايات المتحدة، وتوفيت في 4 أغسطس 1984 بسانتا مونيكا في الولايات المتحدة بسبب سكتة.

## وصلات خارجية
- ماري مايلز مينتر على موقع IMDb (الإنجليزية)
- ماري مايلز مينتر على موقع روتن توميتوز (الإنجليزية)
- ماري مايلز مينتر على موقع أول موفي (الإنجليزية)
- ماري مايلز مينتر على موقع قاعدة بيانات برودواي على الإنترنت (الإنجليزية)
- ماري مايلز مينتر على موقع قاعدة بيانات الأفلام السويدية (السويدية)
- ماري مايلز مينتر على موقع إن إن دي بي (الإنجليزية)
- ماري مايلز مينتر على موقع قاعدة بيانات الفيلم (الإنجليزية)